# Psilotarsus brachypterus
Psilotarsus brachypterus — вид жуков из подсемейства прионин семейства жуков-усачей.

## Описание
Усики обоих полов 12-члениковые. Брюшко самки сильно выдаётся из-под надкрылий. Отросток первого сегмента брюшка широкий. Задние ноги широко расставлены. Ширина нижней доли глаз почти равна длине висков.

## Подвиды
- Prionus brachypterus alpherakii Semenov, 1900 - Китайская Джунгария
- Prionus brachypterus aralensis (Danilevsky, 2000) - западное Приаралье и плато Устюрт
- Prionus brachypterus brachypterus Gebler, 1830 - Восточный Казахстан
- Prionus brachypterus hemipterus Motschulsky, 1845 - р. Урал на западе до северного и восточного Приаралья на юге и до рек Сарысу и Оленты на востоке
- Prionus brachypterus pubiventris Semenov, 1900 - Алматинская и Жамбылская области Казахстана